# Copa de Ghana
La Copa de Ghana, conocida como MTN FA Cup por razones de patrocinio, es el segundo torneo de fútbol a nivel de clubes de Ghana, se disputa desde 1958 y es organizada por la Asociación de Fútbol de Ghana.

## Formato
La copa la juegan equipos de las 5 principales ligas del país y se juega bajo un sistema de eliminación directa.
El equipo campeón clasifica a la Copa Confederación de la CAF.

## Palmarés
| Temporada | Campeón                                                               | Resultado                                                             | Finalista                                                             |
| --------- | --------------------------------------------------------------------- | --------------------------------------------------------------------- | --------------------------------------------------------------------- |
| 1958      | Asante Kotoko                                                         |                                                                       | Hearts of Oak                                                         |
| 1959      | Asante Kotoko                                                         |                                                                       | Great Ashantis                                                        |
| 1960      | Asante Kotoko                                                         | 2 - 0                                                                 | Hearts of Oak                                                         |
| 1961-62   | Real Republicans                                                      | 2 - 1                                                                 | Hearts of Oak                                                         |
| 1962-63   | Real Republicans                                                      | 2 - 0                                                                 | Cornerstones (Kumasi)                                                 |
| 1963-64   | Real Republicans                                                      | 3 - 0                                                                 | Great Ashantis                                                        |
| 1965      | Real Republicans                                                      | 1 - 1 compartida                                                      | Cornerstones                                                          |
| 1966-1967 | ''No disputada                                                        | ''No disputada                                                        | ''No disputada                                                        |
| 1968      | Mysterious Dwarfs                                                     | 1 - 0                                                                 | Mighty Eagles (Ho)                                                    |
| 1969-1972 | ''No disputada                                                        | ''No disputada                                                        | ''No disputada                                                        |
| 1973      | Hearts of Oak                                                         | 2 - 0                                                                 | Akotex (Akosombo)                                                     |
| 1974      | Hearts of Oak                                                         | 2 - 1                                                                 | All Blacks (Swedru)                                                   |
| 1975      | Great Olympics                                                        | 1 - 0                                                                 | Brong-Ahofu United (Sunyani)                                          |
| 1976      | Dumas Boys of GTP                                                     | 2 - 1                                                                 | Hearts of Oak (Acra)                                                  |
| 1977      | No disputada                                                          | No disputada                                                          | No disputada                                                          |
| 1978      | Asante Kotoko                                                         | 7 - 0                                                                 | Gold Stars (Tarkwa)                                                   |
| 1979      | Hearts of Oak                                                         | 1 - 0                                                                 | Eleven Wise (Sekondi)                                                 |
| 1980      | No disputada                                                          | No disputada                                                          | No disputada                                                          |
| 1981      | Hearts of Oak                                                         | 2 - 0                                                                 | Real Tamale United                                                    |
| 1982      | Eleven Wise                                                           | 2 - 1                                                                 | Sekondi Hasaacas FC                                                   |
| 1983      | Great Olympics                                                        | 1 - 0                                                                 | Bofoakwa Tano                                                         |
| 1984      | Asante Kotoko                                                         | 1 - 0                                                                 | Ashanti Gold SC                                                       |
| 1985      | Sekondi Hasaacas FC                                                   | 2 - 0                                                                 | Asante Kotoko                                                         |
| 1986      | Okwahu United                                                         | 2 - 0                                                                 | Real Tamale United                                                    |
| 1987      | No disputada                                                          | No disputada                                                          | No disputada                                                          |
| 1988      | No disputada                                                          | No disputada                                                          | No disputada                                                          |
| 1989      | Hearts of Oak                                                         | 2 - 0                                                                 | Cornerstones                                                          |
| 1990      | Hearts of Oak                                                         | 2 - 4                                                                 | Asante Kotoko                                                         |
| 1991      | No disputada                                                          | No disputada                                                          | No disputada                                                          |
| 1992      | Voradep                                                               | 2 - 2 (3-2 pen.)                                                      | Neoplan Stars                                                         |
| 1993      | Ashanti Gold SC                                                       | 4 - 3                                                                 | Mysterious Dwarfs                                                     |
| 1994      | Hearts of Oak                                                         | 2 - 1                                                                 | Mysterious Dwarfs                                                     |
| 1995      | Great Olympics                                                        | 1 - 0                                                                 | Hearts of Oak                                                         |
| 1996      | Hearts of Oak                                                         | 1 - 0                                                                 | Ghapoha                                                               |
| 1997      | Ghapoha                                                               | 1 - 0                                                                 | Okwawu United                                                         |
| 1998      | Asante Kotoko                                                         | 1 - 0                                                                 | Real Tamale United                                                    |
| 1999      | Hearts of Oak                                                         | 3 - 1                                                                 | Great Olympics                                                        |
| 2000      | Hearts of Oak                                                         | 2 - 0                                                                 | Okwawu United                                                         |
| 2001      | Asante Kotoko                                                         | 1 - 0                                                                 | King Faisal Babes                                                     |
| 2002-10   | No disputada                                                          | No disputada                                                          | No disputada                                                          |
| 2011      | Nania FC                                                              | 1 - 0                                                                 | Asante Kotoko                                                         |
| 2012      | New Edubiase United                                                   | 1 - 0                                                                 | Ashanti Gold SC                                                       |
| 2013      | Medeama SC                                                            | 1 - 0                                                                 | Asante Kotoko                                                         |
| 2014      | Asante Kotoko                                                         | 2 - 1                                                                 | International Allies                                                  |
| 2015      | Medeama SC                                                            | 2 - 1                                                                 | Asante Kotoko                                                         |
| 2016      | Bechem United                                                         | 2 - 1                                                                 | Okwawu United                                                         |
| 2017      | Asante Kotoko                                                         | 3 - 1                                                                 | Hearts of Oak                                                         |
| 2018      | Suspendida debido a la disolución de la Asociación de Fútbol de Ghana | Suspendida debido a la disolución de la Asociación de Fútbol de Ghana | Suspendida debido a la disolución de la Asociación de Fútbol de Ghana |
| 2019      | No disputada                                                          | No disputada                                                          | No disputada                                                          |
| 2020      | Abandonada debido a la pandemia de COVID-19                           | Abandonada debido a la pandemia de COVID-19                           | Abandonada debido a la pandemia de COVID-19                           |
| 2021      | Hearts of Oak                                                         | 0 - 0 (8-7 pen.)                                                      | Ashanti Gold                                                          |
| 2022      | Hearts of Oak                                                         | 2 -1                                                                  | Bechem United                                                         |
| 2023      | Dreams FC                                                             | 2 -0                                                                  | King Faisal Babes                                                     |
| 2024      | Nsoatreman                                                            | 1 - 1 (5-4 pen.)                                                      | Bofoakwa Tano                                                         |
| 2025      | Asante Kotoko                                                         | 2 - 1                                                                 | Golden Kick SC                                                        |

## Títulos por club
| Club                 | Ciudad       | Campeón | 2° | Años campeón                                                           |
| -------------------- | ------------ | ------- | -- | ---------------------------------------------------------------------- |
| Hearts of Oak        | Acra         | 12      | 6  | 1973, 1974, 1979, 1981, 1989, 1990, 1994, 1996, 1999, 2000, 2021, 2022 |
| Asante Kotoko        | Kumasi       | 10      | 4  | 1958, 1959, 1960, 1978, 1984, 1998, 2001, 2014, 2017, 2025             |
| Real Republicans     | Acra         | 4       | -  | 1962, 1963, 1964, 1965                                                 |
| Great Olympics       | Acra         | 3       | 1  | 1975, 1983, 1995                                                       |
| Medeama SC           | Tarkwa       | 2       | -  | 2013, 2015                                                             |
| Ashanti Gold         | Obuasi       | 1       | 2  | 1993                                                                   |
| Okwawu United        | Nkawkaw      | 1       | 3  | 1986                                                                   |
| Mysterious Dwarfs    | Cape Coast   | 1       | 2  | 1968                                                                   |
| Cornerstones         | Kumasi       | 1       | 2  | 1965                                                                   |
| Bechem United        | Bechem       | 1       | 1  | 2016                                                                   |
| Ghapoha              | Tema         | 1       | 1  | 1997                                                                   |
| Sekondi Hasaacas     | Sekondi      | 1       | 1  | 1985                                                                   |
| Eleven Wise          | Sekondi      | 1       | 1  | 1982                                                                   |
| New Edubiase United  | New Edubiase | 1       | -  | 2012                                                                   |
| Nania FC             | Legon        | 1       | -  | 2011                                                                   |
| Voradep              | Ho           | 1       | -  | 1992                                                                   |
| Dumas Boys of GTP    | Tema         | 1       | -  | 1976                                                                   |
| Dreams FC            |              | 1       | -  | 2023                                                                   |
| Nsoatreman FC        |              | 1       | -  | 2024                                                                   |
| Real Tamale United   | Tamale       | -       | 2  | -----                                                                  |
| Great Ashantis       | Kumasi       | -       | 2  | -----                                                                  |
| King Faisal Babes    | Kumasi       | -       | 2  | -----                                                                  |
| Bofoakwa Tano        | Sunyani      | -       | 2  | -----                                                                  |
| Neoplan Stars        | Kumasi       | -       | 1  | -----                                                                  |
| Gold Stars           | Tarkwa       | -       | 1  | -----                                                                  |
| Brong-Ahofu United   | Sunyani      | -       | 1  | -----                                                                  |
| All Blacks FC        | Swedru       | -       | 1  | -----                                                                  |
| Akotex               | Akosombo     | -       | 1  | -----                                                                  |
| Mighty Eagles        | Ho           | -       | 1  | -----                                                                  |
| International Allies | Acra         | -       | 1  | -----                                                                  |
| Golden Kick SC       |              | -       | 1  | -----                                                                  |